# ひたちなか市立高野小学校
ひたちなか市立高野小学校（ひたちなかしりつ こうやしょうがっこう）とは、茨城県ひたちなか市高野にある公立小学校。
2006年（平成18年）時点の児童数は約800人。
ひたちなか市立佐野小学校の分校として開校。吹奏楽部の活動が盛んで毎年県内のコンクールにおいて優秀な成績を収めている。

## 年表
- 1972年（昭和47年） - 設立。（勝田市立佐野小学校より分離開校）
- 1994年（平成6年）11月1日 - 市町村合併により、ひたちなか市立高野小学校となる。